# Maison ecclésiastique du roi de France
La maison ecclésiastique du roi de France était la composante religieuse de la maison du roi.

## Historique
Elle avait principalement comme charge la chapelle du roi, c'est-à-dire le soin du culte divin en présence du souverain.
La maison ecclésiastique était dirigée par le grand aumônier de France, secondé par le premier aumônier de France, qui exerçait les fonctions du premier en l'absence de celui-ci. De ces personnages dépendaient le confesseur du roi, ecclésiastique qui recevait la confession du souverain,  le prédicateur du roi, qui prêchait en présence du souverain, et les huit aumôniers du roi qui assuraient le service régulier de la chapelle du roi (à partir de 1761, il y eut un aumônier ordinaire et huit aumôniers de quartier).
Enfin une troupe d'ecclésiastiques et de musiciens assurait le culte divin. Ils étaient divisés en deux service : la chapelle et oratoire, dirigé par le maître de l'Oratoire, qui célébrait les messes non chantées et la grande chapelle dirigé par le maître de la chapelle qui célébrait des messes en plain-chant. Sous le règne de Louis XV, les musiciens des deux chapelles furent unis, avant d'être transférés à la chambre du roi en 1761. À ce moment l'office de maître de la chapelle fut supprimé.
Comme tous les autres officiers de la maison du roi, ces personnages sont des commensaux du roi et bénéficient des privilèges de cet état, dont le plus important est sans doute le droit de committimus.